# Erebochlora schausi
Erebochlora schausi är en fjärilsart som beskrevs av Thierry-mieg 1907. Erebochlora schausi ingår i släktet Erebochlora och familjen mätare. Inga underarter finns listade i Catalogue of Life.